# Плонне (Вармінсько-Мазурське воєводство)
Плонне (пол. Płonne, нім. Lohberg) — село в Польщі, у гміні Млинари Ельблонзького повіту Вармінсько-Мазурського воєводства.
Населення — 184 особи (2011).
У 1975-1998 роках село належало до Ельблонзького воєводства.

## Демографія
Демографічна структура станом на 31 березня 2011 року:
|          | Загалом | Допрацездатний вік | Працездатний вік | Постпрацездатний вік |
| -------- | ------- | ------------------ | ---------------- | -------------------- |
| Чоловіки | 99      | 17                 | 67               | 15                   |
| Жінки    | 85      | 12                 | 50               | 23                   |
| Разом    | 184     | 29                 | 117              | 38                   |